# Centinelas Silenciosas

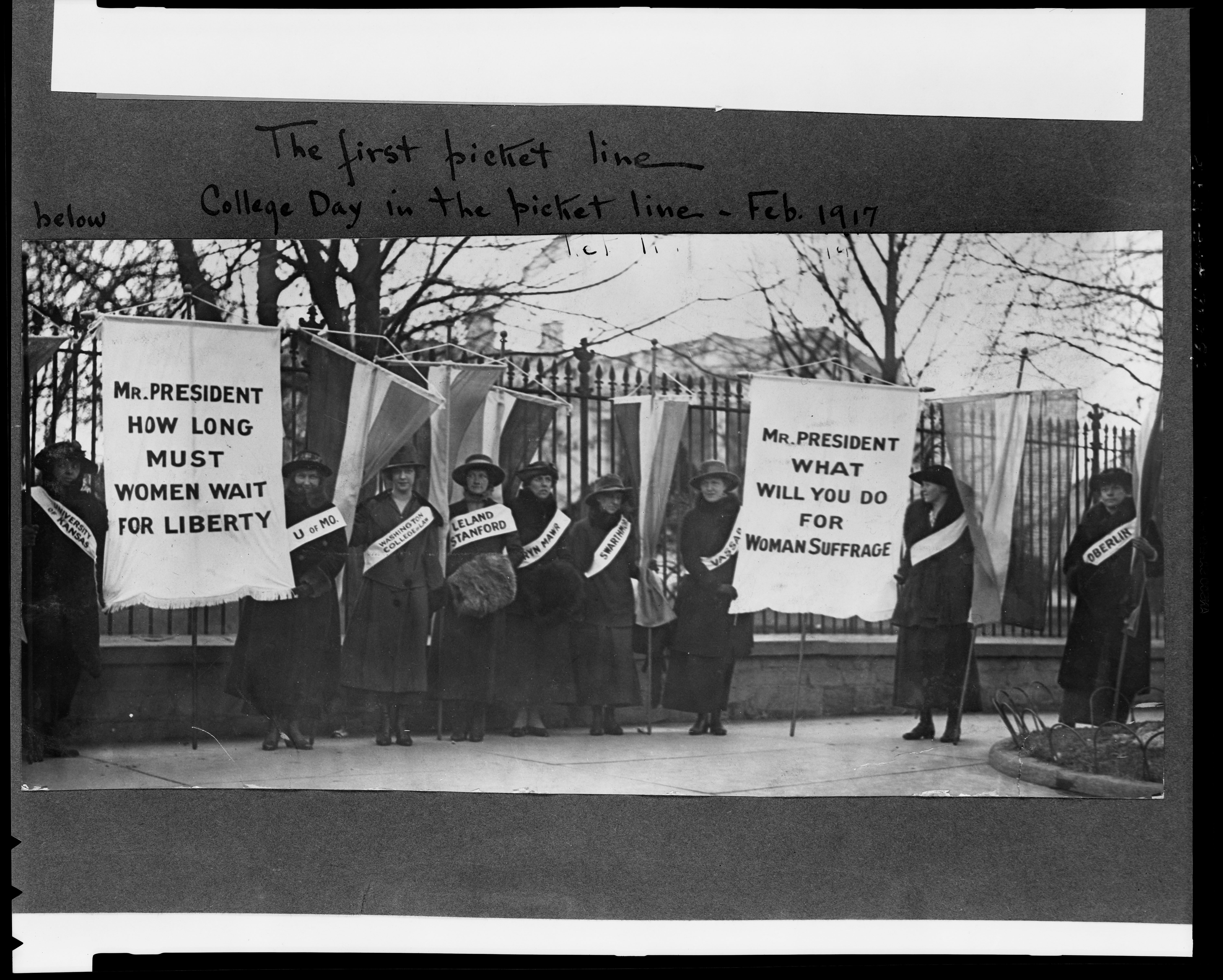
Las centinelas silenciosas haciendo piquetes en la Casa Blanca

Las Centinelas Silenciosas o Silent Sentinels fueron un grupo de mujeres a favor del sufragio femenino organizado por Alice Paul y el Partido Nacional de la Mujer. Protestaron frente a la Casa Blanca durante la presidencia de Woodrow Wilson, a partir del 10 de enero de 1917. Las Centinelas Silenciosas comenzaron a protestar después de una reunión con el presidente el 9 de enero de 1917, durante la cual le dijo a las mujeres que "conjuraran a la opinión pública a favor del sufragio femenino". Las manifestantes sirvieron como un recordatorio constante a Wilson de su falta de apoyo al sufragio. Al principio las piqueteras fueron toleradas, pero más tarde fueron arrestadas bajo cargos de obstrucción del tráfico. Las mujeres protestaron en las puertas de la Casa Blanca y más tarde en la Plaza Lafayette hasta el 4 de junio de 1919, cuando la Decimonovena Enmienda a la Constitución de Estados Unidos fue aprobada tanto por la Cámara de Representantes como por el Senado.
El nombre de Centinelas Silenciosos se le dio a las mujeres debido a su protesta silenciosa. El uso del silencio como forma de protesta fue una nueva estrategia de principios, estratégica y retórica dentro del movimiento nacional de sufragio y dentro de sus nuevas estrategias de protesta.
A lo largo de esta vigilia de dos años y medio, muchas de las casi 2.000 mujeres que formaron parte de los piquetes fueron acosadas, arrestadas y tratadas injustamente por las autoridades locales y estadounidenses, incluyendo la tortura y el abuso que se les infligió antes y durante la Noche de Terror del 14 de noviembre de 1917.

## Trasfondo
Las protestas de los Centinelas Silenciosos fueron organizadas por el Partido Nacional de la Mujer (NWP), una organización militante de sufragio femenino. El NWP fue fundado por primera vez como la Unión del Congreso para el Sufragio de la Mujer (CUWS) en 1913 por Alice Paul y Lucy Burns después de organizar el desfile de la Asociación Nacional Americana del Sufragio Femenino (NAWSA) por el sufragio de la mujer en Washington D. C. en marzo de 1913. El CUWS por definición fue una organización que adoptó un enfoque militante del sufragio femenino y se separó de la más moderada NAWSA, y sólo duró tres años hasta que sus fundadores lo fusionaron con el Partido de la Mujer para formar el Partido Nacional de la Mujer. Este se jactaba de tener menos miembros que la Asociación Nacional de Sufragio de la Mujer Americana (que tenía 50,000 miembros para los 2 millones de la NAWSA), pues sus tácticas eran más llamativas y aprovechaban más la cobertura de los medios de comunicación. Los miembros del NWP son conocidos principalmente por hacer piquetes en la Casa Blanca y hacer huelgas de hambre mientras estaban en la cárcel o en el trabajo.

## The Suffragist
El Sufragista era el boletín semanal del Partido Nacional de la Mujer, y como tal actuó como una voz para las Centinelas Silenciosas durante toda su vigilia. Cubría el progreso de las Centinelas e incluía entrevistas con los manifestantes, informes sobre la (no) reacción del Presidente Woodrow Wilson y ensayos políticos. Mientras los Centinelas estaban en prisión, algunos miembros escribieron sobre sus experiencias que luego fueron publicadas en The Suffragist. "Aunque The Suffragist estaba destinado a la circulación masiva, su suscripción alcanzó un máximo de poco más de 20.000 ejemplares en 1917. La mayoría de los ejemplares se enviaron a miembros del partido, anunciantes, sedes de sucursales y organizadores del NWP, lo que sugiere fuertemente que los propios sufragistas eran un público clave de la publicación".

## Pancartas

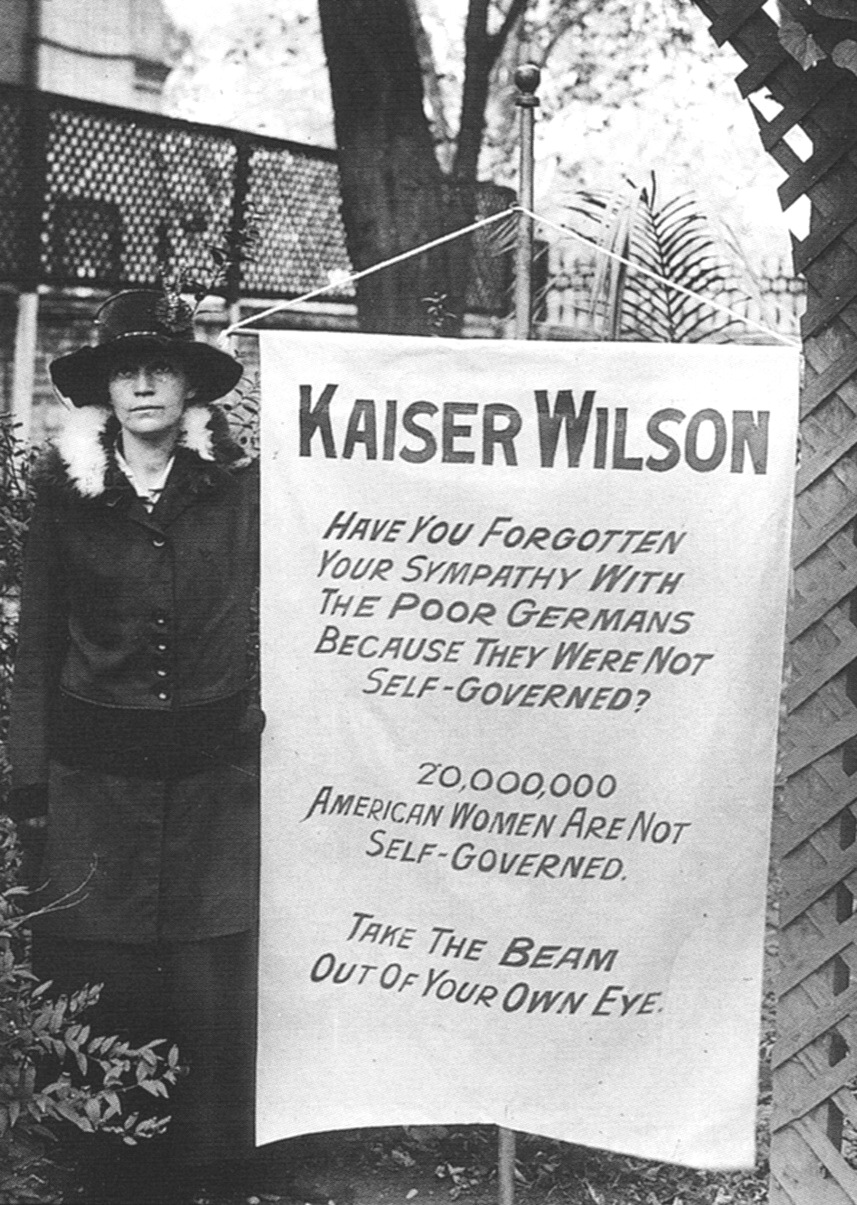
Una centinela con una pancarta

Los siguientes son ejemplos de pancartas sostenidas por las mujeres:

"Mr. President, what will you do for woman suffrage?"

"Mr. President, how long must women wait for liberty?"

"We shall fight for the things which we have always carried nearest our hearts—for democracy, for the right of those who submit to authority to have a voice in their own governments."
"Sr. Presidente, ¿qué hará por el sufragio femenino?"

"Sr. Presidente, ¿cuánto tiempo deben esperar las mujeres para la libertad?"

"Lucharemos por lo que siempre hemos llevado más cerca de nuestros corazones, por la democracia, por el derecho de los que se someten a la autoridad a tener voz en sus propios gobiernos."

## Acogida
La respuesta del público a las Centinelas Silenciosas fue variada.
Algunas personas aprobaron de todo corazón el trabajo de las Centinelas Silenciosas. Los hombres y mujeres presentes en el entorno de la Casa Blanca mostraron su apoyo a los Centinelas trayéndoles bebidas calientes y ladrillos calientes para pararse. A veces, las mujeres incluso ayudaban a sostener las pancartas. Otras formas de mostrar apoyo incluían escribir cartas alabando a los centinelas a El Sufragista y donar dinero.
Por otro lado, algunos desaprobaron las protestas de Silent Sentinels. Esto incluyó a algunos de los sufragistas más moderados. Por ejemplo, Carrie Chapman Catt - entonces líder de la Asociación Nacional Americana del Sufragio Femenino, creía que la mejor manera de hacer realidad el sufragio femenino era obtener el voto a través de los estados individuales primero, sobre los cuales las mujeres podían votar por una mayoría pro-sufragio en el Congreso. Por lo tanto, hasta finales de 1915, se opuso a abogar por una enmienda nacional para conceder el sufragio a las mujeres, como hizo el NWP. Los miembros de la Asociación Nacional de Sufragio Femenino de Estados Unidos temían que los piquetes crearan una reacción violenta por parte de los votantes masculinos.
ALos antisufristas también se opusieron a la protesta de los Centinelas Silenciosos. Las turbas a veces intentaban disuadir a los Centinelas Silenciosos a través de la violencia (que aumentó después de la entrada de EE. UU. en la Primera Guerra Mundial). Por ejemplo, algunos atacaron a las Centinelas del Silencio y destrozaron sus banderas. Esto ocurrió especialmente con las pancartas más provocativas, como las pancartas que llamaban a Woodrow Wilson "Kaiser Wilson". ". El New York Times llamó a las protestas "silenciosas, tontas y ofensivas". Algunos hombres lanzaron insultos o fruta podrida.
Al principio el presidente Wilson no fue muy receptivo a la protesta de las mujeres. En algunos momentos parecía incluso divertido, inclinando su sombrero y sonriendo. Se dijo que en un momento dado Wilson incluso las invitó a tomar un café; las mujeres se negaron.  EEn otros momentos, ignoró por completo las protestas, como cuando los centinelas protestaron el día de su segunda ceremonia de inauguración.  A medida que las Centinelas continuaron protestando y el público tomó consicencia, la opinión de Wilson comenzó a cambiar. Aunque le seguían desagradando las Centinelas Silenciosas, empezó a reconocerlas como un grupo que le presentaba seriamente un problema.

## Occoquan Workhouse y la Noche del Terror

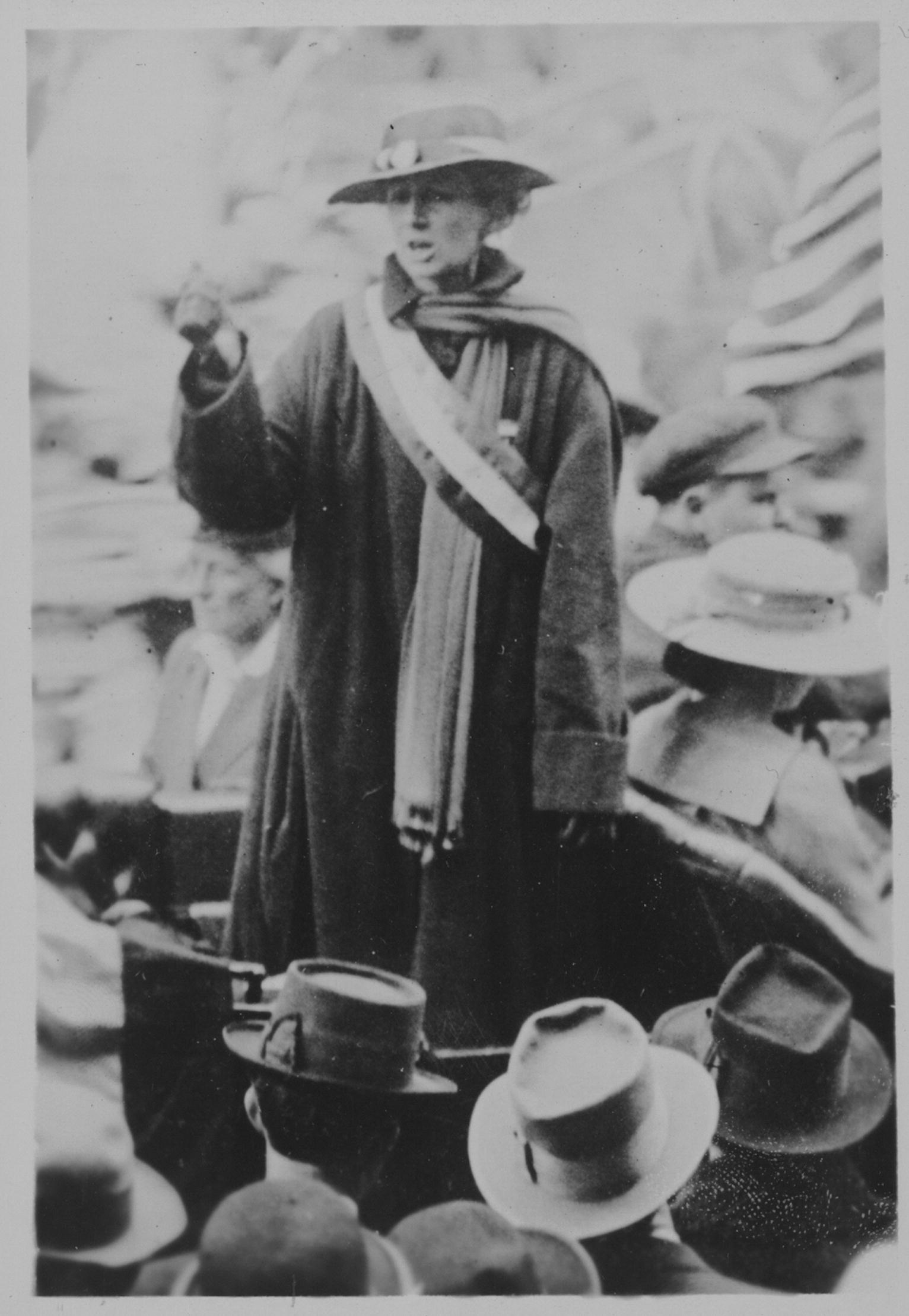
Florence Bayard Hilles, presidenta de la rama de Delaware del NWP y miembro del comité ejecutivo nacional, fue arrestada durante un piquete en la Casa Blanca el 13 de julio de 1917 y sentenciada a 60 días en Occoquan Workhouse. Fue perdonada por el presidente Wilson después de cumplir tres días de su sentencia.

El 22 de junio de 1917, la policía arrestó a las manifestantes Lucy Burns y Katherine Morey bajo cargos de obstrucción del tráfico porque llevaban una pancarta que citaba el discurso de Wilson ante el Congreso: "Lucharemos por las cosas que siempre hemos llevado más cerca de nuestros corazones, por la democracia, por el derecho de aquellos que se someten a la autoridad de tener una voz en sus propios gobiernos." El 25 de junio, 12 mujeres fueron arrestadas, incluyendo a Mabel Vernon y Annie Arniel de Delaware, de nuevo bajo cargos de obstrucción de tráfico. Fueron sentenciadas a tres días de cárcel o a pagar una multa de 10 dólares. Eligieron la cárcel porque querían mostrar su compromiso con su causa y su voluntad de sacrificar sus cuerpos físicos. El 14 de julio, 16 mujeres, entre ellas Florence Bayard Hilles, Alison Turnbull Hopkins y Elizabeth Selden Rogers (de la políticamente poderosa familia Baldwin, Hoar & Sherman) fueron arrestadas y sentenciadas a 60 días de cárcel o a pagar una multa de 25 dólares.  Una vez más, las mujeres eligieron la cárcel. Lucy Burns argumentó que las mujeres debían ser tratadas como prisioneras políticas, pero esa designación nunca se había usado en América.
Cuando el número de mujeres arrestadas superó los recursos de la Cárcel del Distrito de Columbia, las prisioneras fueron llevadas al asilo Occoquan de Virginia (ahora el Complejo Correccional de Lorton). Una vez allí, se les pidió que dejaran todo excepto su ropa. Luego fueron llevadas a una estación de duchas donde se les ordenó desnudarse y bañarse. Sólo había una pastilla de jabón disponible para todas las personas del asilo, así que todas las sufragistas se negaron a usarla. Después se les dio ropa de prisión holgada, sucia e incómoda y se les llevó a cenar. Apenas podían cenar por lo agrio y desagradable de la comida.
Las condiciones de la Cárcel del Distrito y del Asilo de Occoquan eran muy insalubres e inseguras. Las prisioneras tenían que compartir celdas y muchas otras cosas con las que tenían sífilis, y había gusanos en su comida.
Tras un acalorado debate, la Cámara de Representantes creó un comité para tratar el tema del sufragio femenino en septiembre de 1917. El representante de Massachusetts Joseph Walsh se opuso a la creación del comité, pensando que la Cámara estaba cediendo a "las regañinas de los ángeles de mandíbula de hierro". Se refirió a los Centinelas Silenciosos como "criaturas desconcertadas e ilusas con faldas cortas y pelo corto".
Como las sufragistas seguían protestando, las penas de cárcel se alargaban. Finalmente, la policía arrestó a Alice Paul el 20 de octubre de 1917, mientras llevaba una pancarta que citaba a Wilson: "Ha llegado el momento de conquistar o someterse, para nosotros sólo puede haber una opción. Y nosotras hemos tomado la nuestra". Fue sentenciada a siete meses de prisión. Paul y otras fueron enviados a la Cárcel del Distrito y muchas otras fueron enviadas de nuevo al Asilo Occoquan. Paul fue puesta en confinamiento solitario por dos semanas, sin nada que comer excepto pan y agua. Se debilitó y no pudo caminar, por lo que fue llevada al hospital de la prisión. Allí, comenzó una huelga de hambre, y otras se le unieron
En respuesta a la huelga de hambre, los médicos de la prisión obligaron a las mujeres a alimentarse poniendo tubos en sus gargantas. Las alimentaron a la fuerza con sustancias que tuvieran la mayor cantidad de proteínas posible, como huevos crudos mezclados con leche. Muchas de las mujeres terminaron vomitando porque sus estómagos no podían manejar la proteína. Un médico informó que Alice Paul tenía "el espíritu Juana de Arco, y es inútil tratar de cambiarlo. Morirá antes que darse por vencida."
En la noche del 14 de noviembre de 1917, conocida como la "Noche del Terror", el superintendente del Asilo Occoquan, W.H. Whittaker, ordenó a los casi cuarenta guardias que brutalizaran a las sufragistas. Golpearon a Lucy Burns, le encadenaron las manos a los barrotes de la celda sobre su cabeza y la dejaron allí durante la noche. Arrojaron a Dora Lewis a una celda oscura y le aplastaron la cabeza contra una cama de hierro, lo que la dejó inconsciente. Su compañera de celda, Alice Cosu, que creía que Lewis había muerto, sufrió un ataque al corazón. Dorothy Day, quien más tarde cofundó el Movimiento del Trabajador Católico, fue golpeada repetidamente sobre la parte trasera de un banco de hierro. Los guardias agarraban, arrastraban, golpeaban, asfixiaban, pellizcaban y pateaban a otras mujeres.
Los periódicos publicaron historias sobre cómo se trataba a las manifestantes.  Las historias enfurecieron a algunos americanos y crearon más apoyo para la enmienda del sufragio. El 27 y 28 de noviembre, todas las manifestantes fueron liberadas, incluyendo a Alice Paul, quien pasó cinco semanas en prisión. Más tarde, en marzo de 1918, el Tribunal de Apelaciones del Circuito de D.C. anuló seis condenas de sufragistas. El tribunal sostuvo que la información en la que se basaban las condenas de las mujeres era demasiado vaga.

## Decisión

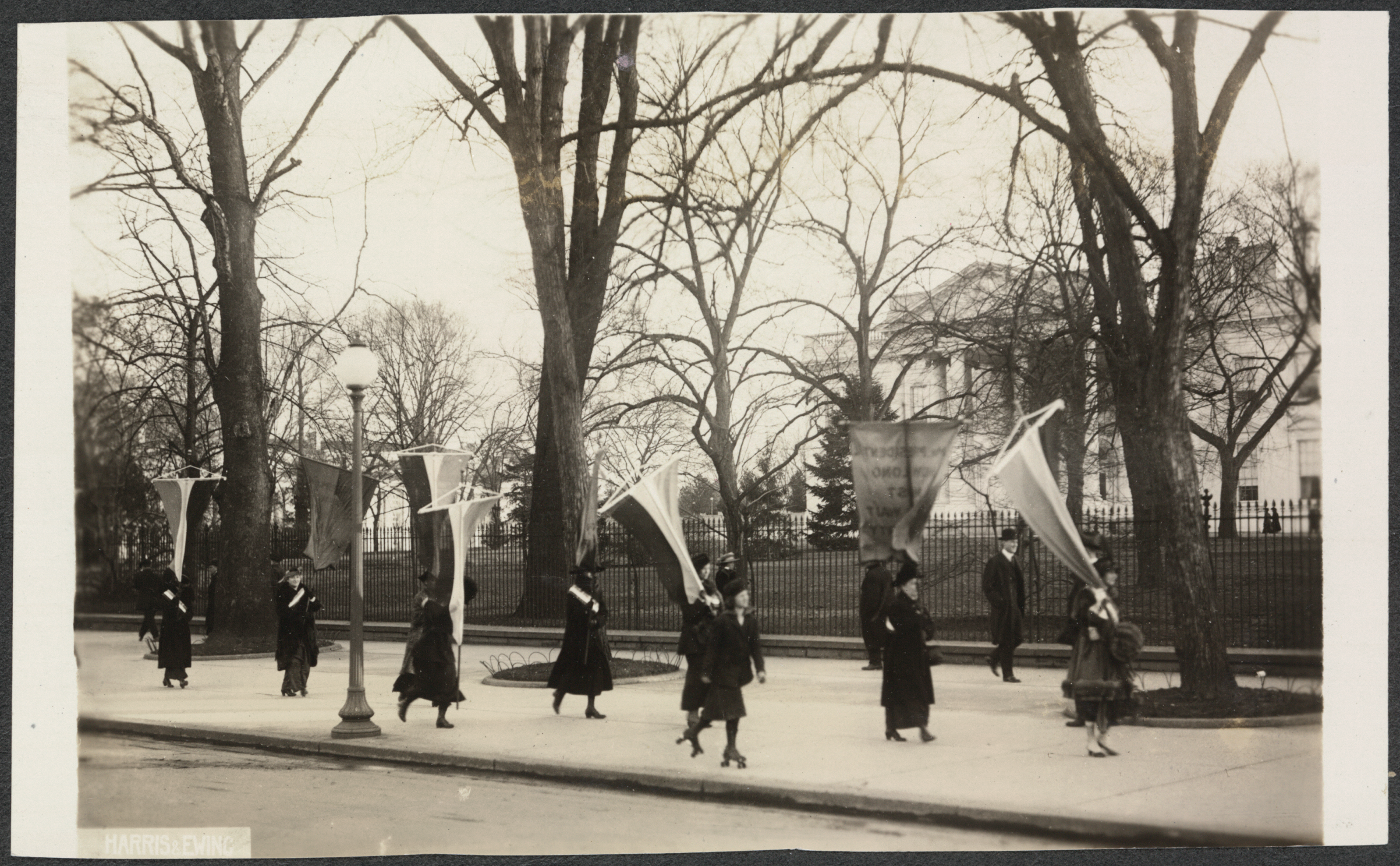
Piquete de las Centinelas Silenciosas

El 9 de enero de 1918, Wilson anunció su apoyo a la enmienda del sufragio femenino. Al día siguiente, la Cámara de Representantes aprobó la enmienda por poco, pero el Senado se negó a debatirla hasta octubre. Cuando el Senado votó la enmienda en octubre, fracasó por dos votos. Y a pesar del fallo de la Corte de Apelaciones del Circuito de D.C., los arrestos de los manifestantes de la Casa Blanca se reanudaron el 6 de agosto de 1918.
Para mantener la presión, el 16 de diciembre de 1918, los manifestantes comenzaron a quemar papeles con las palabras de Wilson en hogueras frente a la Casa Blanca. El 9 de febrero de 1919, los manifestantes quemaron la imagen de Wilson en efigie.
En otro frente, el Partido Nacional de la Mujer, dirigido por Paul, instó a los ciudadanos a votar en contra de los senadores antisufragio que se presentarían a las elecciones en el otoño de 1918. Después de las elecciones de 1918, la mayoría de los miembros del Congreso estaban a favor del sufragio. El 21 de mayo de 1919, la Cámara de Representantes aprobó la enmienda, y dos semanas más tarde, el 4 de junio, el Senado finalmente la siguió. Con su trabajo realizado en el Congreso, los manifestantes se centraron en conseguir que los estados ratificaran la enmienda.
La 19 Enmienda fue ratificada oficialmente el 26 de agosto de 1920, poco después de la ratificación de Tennessee, el trigésimo sexto estado en hacerlo. La legislatura de Tennessee ratificó la 19.ª Enmienda con un único voto en contra (Harry T. Burn), que cambió de dirección después de que su madre le enviara un telegrama diciendo "¡Querido hijo, hurra! y vota por el sufragio. No olvides ser un buen chico y ayudar a la Sra. Catt a poner la 'rata' en la ratificación.

## Cultura popular
La vigilia de los Centinelas del Silencio fue una parte clave de la película de 2004 Iron Jawed Angels, que retrató la historia del Partido Nacional de la Mujer, Alice Paul, Lucy Burns y otros miembros del Movimiento del Sufragio de las Mujeres.

## Recursos adicionales

### Libros
Basch, F. (2003). Women's Rights and Suffrage In The United States, 1848–1920. Political and Historical Encyclopedia of Women, 443.
Boyle-Baise, M., & Zevin, J. (2013). FOUR History Mystery: Rediscovering our Past. In Young Citizens of the World (pp. 95–118). Routledge.
Bozonelis, H. K. (2008). A Look at the Nineteenth Amendment: Women Win the Right to Vote. Enslow Publishers, Inc..
Cahill, B. (2015). Alice Paul, the National Woman's Party and the Vote: The First Civil Rights Struggle of the 20th Century. McFarland.
Crocker, R. (2012). Belinda a. Stillion Southard. Militant Citizenship: Rhetorical Strategies of the National Woman's Party, 1913–1920.(Presidential Rhetoric Series, number 21.) College Station: Texas A&M University Press. 2011
DuBois, E. C. (1999). Feminism and suffrage: The emergence of an independent women's movement in America, 1848-1869. Cornell University Press.
Durnford, S. L. (2005). " We shall fight for the things we have always held nearest our hearts": Rhetorical strategies in the US woman suffrage movement.
Florey, K. (2013). Women’s Suffrage Memorabilia: An Illustrated Historical Study. McFarland.
Gibson, K. L., & Heyse, A. L. (2011). When the woman suffragettes of the National Woman’s Party (NWP) picketed the White House from 1917 to 1919, they carried banners that asked President Woodrow Wilson what he would do to support women’s democratic rights and if he would endorse their push for suffrage. Silencing the Opposition: How the US Government Suppressed Freedom of Expression During Major Crises, 151.
Grant, N. P. C. (1914). Women’s Rights: The Struggle Continues (Doctoral dissertation, SUNY New Paltz).
Gray, S. (2012). Silent Citizenship in Democratic Theory and Practice: The Problems and Power of Silence in Democracy.
Gray, S. W. (2014). On the Problems and Power of Silence in Democratic Theory and Practice.
Horning, N. (2018). The Women’s Movement and the Rise of Feminism. Greenhaven Publishing LLC.
Nord, Jason. (2015). The Silent Sentinels (Liberty and Justice). Equality Press.
Marsico, Katie. Women's right to vote : America's suffrage movement. New York : Marshall Cavendish Benchmark, 2011.
Mountjoy, S., & McNeese, T. (2007). The Women's Rights Movement: Moving Toward Equality. Infobase Publishing.
Roberts, E. L. (2000). Free Speech, Free Press, Free Society. Unfettered Expression: Freedom in American Intellectual Life.
Slagell, A. R. (2013). Militant Citizenship: Rhetorical Strategies of the National Woman's Party, 1913-1920
Walton, Mary. (2010). A Women's Crusade: Alice Paul and the Battle for the Ballot. St. Martin's Press.
Wood, S. V. (1998). Jailed for Freedom: American Women Win the Vote

### Publicaciones
Bosmajian, H. A. (1974). The abrogation of the suffragists' first amendment rights. Western Speech, 38(4), 218-232.
Callaway, H. (1986). Survival and support: Women’s forms of political action. In Caught up in Conflict (pp. 214–230). Palgrave, London.
Carr, J. (2016). Making Noise, Making News: Suffrage Print Culture and US Modernism by Mary Chapman. American Periodicals: A Journal of History & Criticism, 26(1), 108-111.
Casey, P. F. (1995). Final Battle, The. Tenn. BJ, 31, 20.
Chapman, M. (2006). “Are Women People?”: Alice Duer Miller’s Poetry and Politics. American Literary History, 18(1), 59-85.
Collins, K. A. (2012). Representing Injustice: Justice as an Icon of Woman Suffrage. Yale JL & Human., 24, 191.
Costain, A. N., & Costain, W. D. (2017). Protest Events and Direct Action. The Oxford Handbook of US Women's Social Movement Activism, 398.
Dolton, P. F. (2015). The Alert Collector: Women's Suffrage Movement. Reference & User Services Quarterly, 54(2), 31-36.
Kelly, K. F. (2011). Performing prison: Dress, modernity, and the radical suffrage body. Fashion Theory, 15(3), 299-321.
Kenneally, J. J. (2017). " I Want to Go to Jail": The Woman's Party Reception for President Wilson in Boston, 1919. Historical Journal of Massachusetts, 45(1), 102.
McMahon, L. (2016). A Woman's Crusade: Alice Paul and the Battle for the Ballot. New Jersey Studies: An Interdisciplinary Journal, 2(1), 243-245.
Neuman, J. (2017). The Faux Debate in North American Suffrage History. Women's History Review, 26(6), 1013-1020.
Noble, G. (2012). The rise and fall of the Equal Rights Amendment. History Review, (72), 30.
Palczewski, C. H. (2016). The 1919 Prison Special: Constituting white women's citizenship. Quarterly Journal of Speech, 102(2), 107-132.
Southard, B. A. S. (2007). Militancy, power, and identity: The Silent Sentinels as women fighting for political voice. Rhetoric and Public Affairs, 399-417.
Stillion Southard, B. A. (2008). The National Woman's Party's Militant Campaign for Woman Suffrage: Asserting Citizenship Rights through Political Mimesis (Doctoral dissertation)
Ware, S. (2012). The Book I Couldn't Write: Alice Paul and the Challenge of Feminist Biography. Journal of Women's History, 24(2), 13-36.
Ziebarth, M. (1971). MHS Collections: Woman's Rights Movement. Minnesota History, 42(6), 225-230.

### Diarios
"Night of Terror: The Suffragists Who Were Beaten And Tortured for Seeking the Vote- 
"Suffragists Will Picket White House"- 

### Sitios web
Becoming a Detective: Historical Case File #3—Silent Sentinels
Bryn Mawr on the Picket Lines - The Radicals and Activists-  Archivado el 19 de mayo de 2020 en Wayback Machine.
Historical Overview of the National Woman's Party- 
National Woman's Party Protest During World War I- 
100 Years Ago, A Different March For Women's Rights- 
Picketing and Protest: Testing the First Amendment- 
Suffrage Voiceless Speeches-  Archivado el 7 de agosto de 2020 en Wayback Machine.
The Silent Sentinels (Boundary Stones): 
Silent Sentinels and the Night of Terror- 

### Vídeos y multimedia
Footage from 1913 Women's Suffrage Parade March- 
"Silent Sentinel" (2017) Video- 
"Silent Sentinels Picket for Women's Suffrage" (1917-1919) Videos- 
Women of Protest: Photographs from the Records of the National Woman's Party- 
- Datos: Q2157083